# Agaronia travassosi
Agaronia travassosi is een slakkensoort uit de familie van de Olividae. De wetenschappelijke naam van de soort is voor het eerst geldig gepubliceerd in 1938 door Lange de Morretes.